# Willem van Beek
W.J.F.M. (Willem) van Beek (Made en Drimmelen, 1 september 1951) is een Nederlands bestuurder en politicus van het CDA.

## Loopbaan
Willem van Beek is op 1 september 1951 geboren in Made en Drimmelen en was eerstegraads leraar economische wetenschappen en recht in de bovenbouw van Havo/VWO en bekleedde diverse directiefuncties bij scholengemeenschappen in het voortgezet onderwijs en het HBO. Van Beek was wethouder en locoburgemeester van de Noord-Brabantse gemeente Drimmelen voor hij per 1 oktober 1992 benoemd werd tot burgemeester van de Zuid-Hollandse gemeente Jacobswoude.
Van april 2003 tot december 2016 was hij burgemeester in de gemeente Edam-Volendam.
Omdat de toenmalige gemeente Edam-Volendam per 1 januari 2016 fuseerde met Zeevang tot een nieuwe gemeente Edam-Volendam, was van Beek sinds deze datum officieel waarnemend burgemeester van de fusiegemeente. In oktober 2016 werd Lieke Sievers door de gemeenteraad voorgedragen om hem op te volgen.
In december 2016 volgde zijn benoeming tot waarnemend burgemeester van de gemeente Stede Broec. Ruim en half jaar later werd Ronald Wortelboer daar benoemd tot burgemeester.
Bij zijn afscheid als burgemeester van Edam-Volendam op 16 december 2016, ontving hij uit handen van commissaris van de Koning Johan Remkes de onderscheiding Ridder in de Orde van Oranje-Nassau.